# Inaugurace papeže Františka

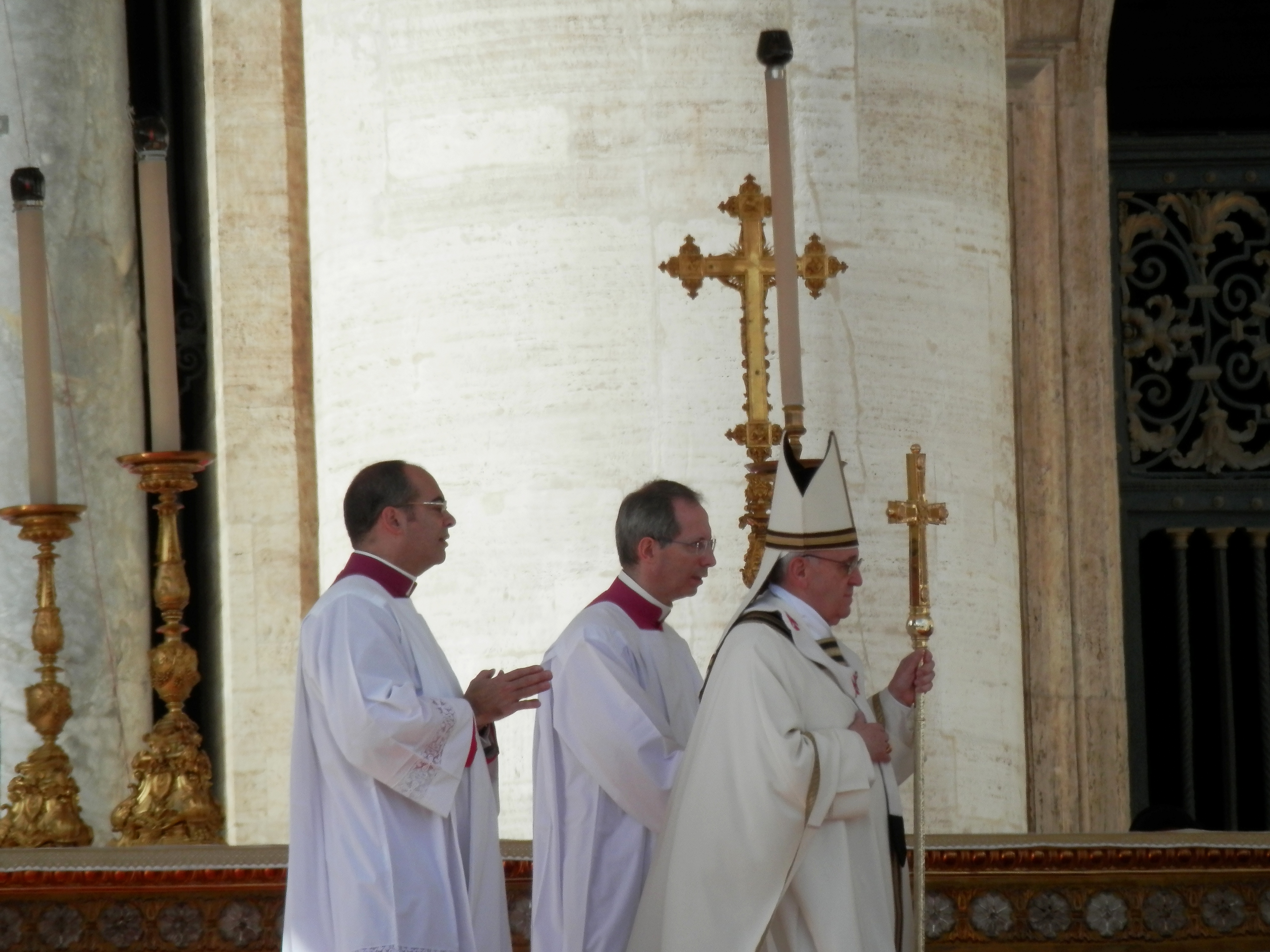
Inaugurace papeže Františka – příchod

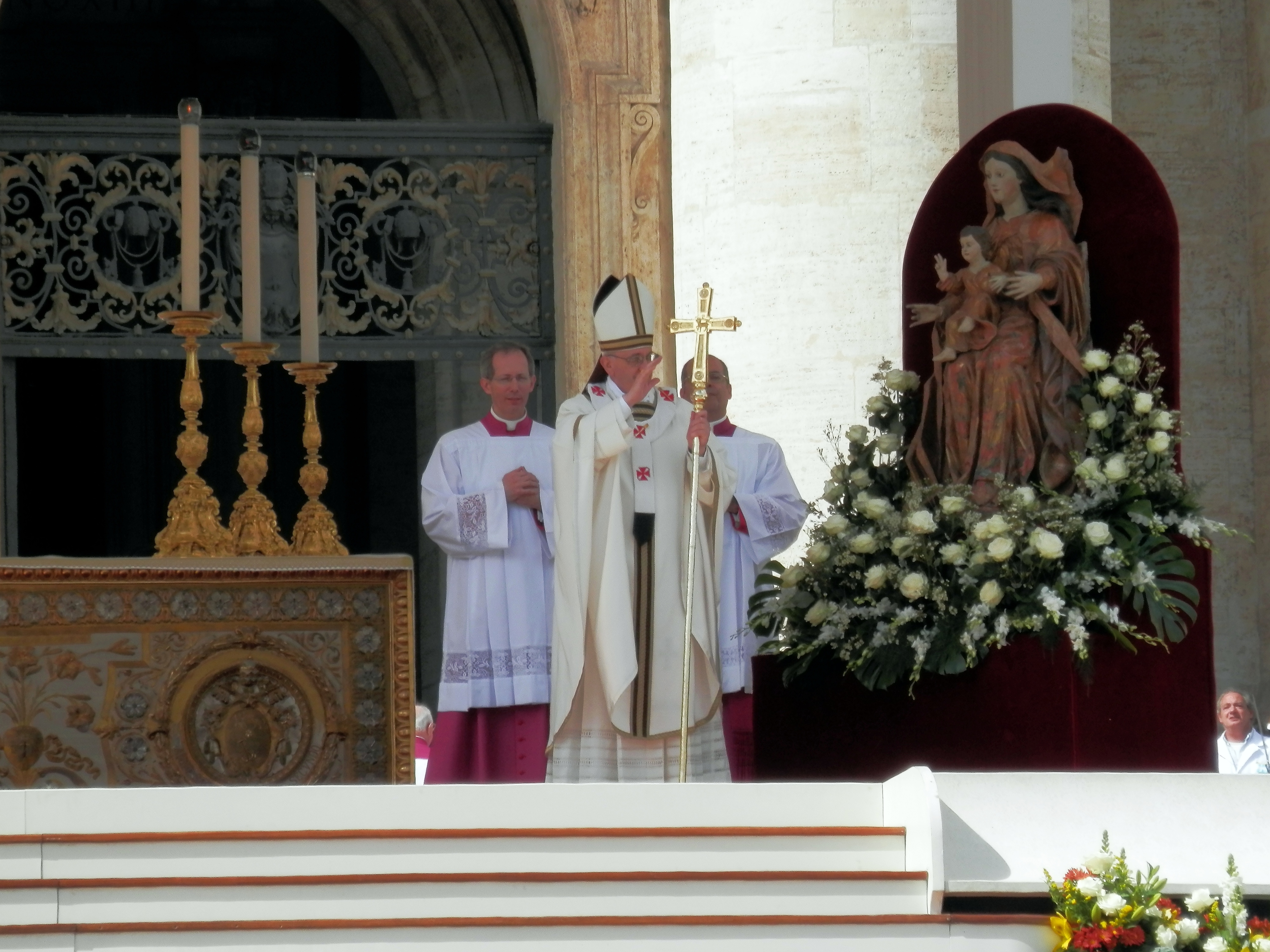
Papež František mává davům po mši svaté

Inaugurace papeže Františka je náboženská událost, která se konala 19. března 2013 ve Vatikánu. Oslavy, které začaly v 9.30 na Svatopetrském náměstí, znamenaly nastoupení Františka, který byl zvolen v konkláve 13. března, na papežský stolec. Římské úřady očekávaly, že se obřadu zúčastní 1 milion lidí. Jen inaugurační mše se zúčastnilo více než 130 státních a církevních delegací a přibližně 200 000 věřících. Při eucharistii koncelebrovalo několik set kardinálů, arcibiskupů a biskupů z celého světa. Jednalo se o první papežskou inauguraci za účasti konstantinopolského patriarchy po více než 1000 letech.

## Ceremoniál
Asi půl hodiny před mší František projel náměstím v papamobilu, aby pozdravil davy lidí. Jednou zastavil a opustil papamobil, aby políbil postiženého muže. Papež František měl na sobě jednoduchou mitru, kterou má od doby, kdy se stal biskupem, a k ní odpovídající ornát. Používal pastýřskou hůl, kterou používal Benedikt XVI., ale na rozdíl od velkého liturgického cítění Benedikta XVI. se papež František držel jednoduchých písní a liturgických úkonů. Podle kardinála Timothyho Dolana se absence zpěvu papeže Františka během mše přičítá tomu, že má jen jednu plíci.
Po papežově příjezdu začal obřad sestupem nového papeže k hrobu svatého Petra ve svatopetrské bazilice. Papež se spolu s patriarchy a hlavními arcibiskupy východních katolických církví u hrobu pomodlil. Poté bylo pallium – šál z jehněčí vlny – a Rybářský prsten vzaty dvěma jáhny z hrobu, kde byly předtím uloženy, a vyneseny nahoru, aby byly neseny v procesí. Poté papež a východní katoličtí patriarchové a velcí arcibiskupové vystoupili do hlavního patra baziliky a spolu s ostatními kardinály, biskupy a dalšími duchovními se vydali v průvodu na náměstí za zpěvu „Laudes Regiæ“.
Kardinál-protojáhen, kardinál Jean-Louis Tauran, předal papeži pallium. Přítomný služebně nejstarší kardinál-kněz Godfried Danneels přečetl modlitbu za nového papeže před předáním Rybářského prstenu. Angelo Sodano, děkan kardinálského kolegia, mu předal Rybářský prsten z pozlaceného stříbra, na rozdíl od prstenů jeho předchůdců, které byly zlaté. Šest kardinálů, po dvou z každé kardinálské hodnosti, pak jménem kardinálského kolegia slíbilo papeži Františkovi poslušnost. Při předchozích obřadech tak učinili všichni kardinálové.

## Homilie
Papež František pronesl homilii v italštině. Zaměřil se na slavnost svatého Josefa, liturgický den, kdy byla mše sloužena. Uvedl, že každý musí pečovat o zemi a o sebe navzájem, jako Josef pečoval o Ježíše a Marii. Předložil plán své další činnosti: „I papež musí při výkonu moci stále plněji pronikat do této služby, která má svůj zářivý vrchol na kříži.“

## Oficiální delegace
Na inauguraci bylo vysláno 132 delegací států a mezinárodních organizací. Mezi delegacemi bylo 6 panovníků, 31 hlav států, 3 knížata a 11 předsedů vlád.

### Státní delegace

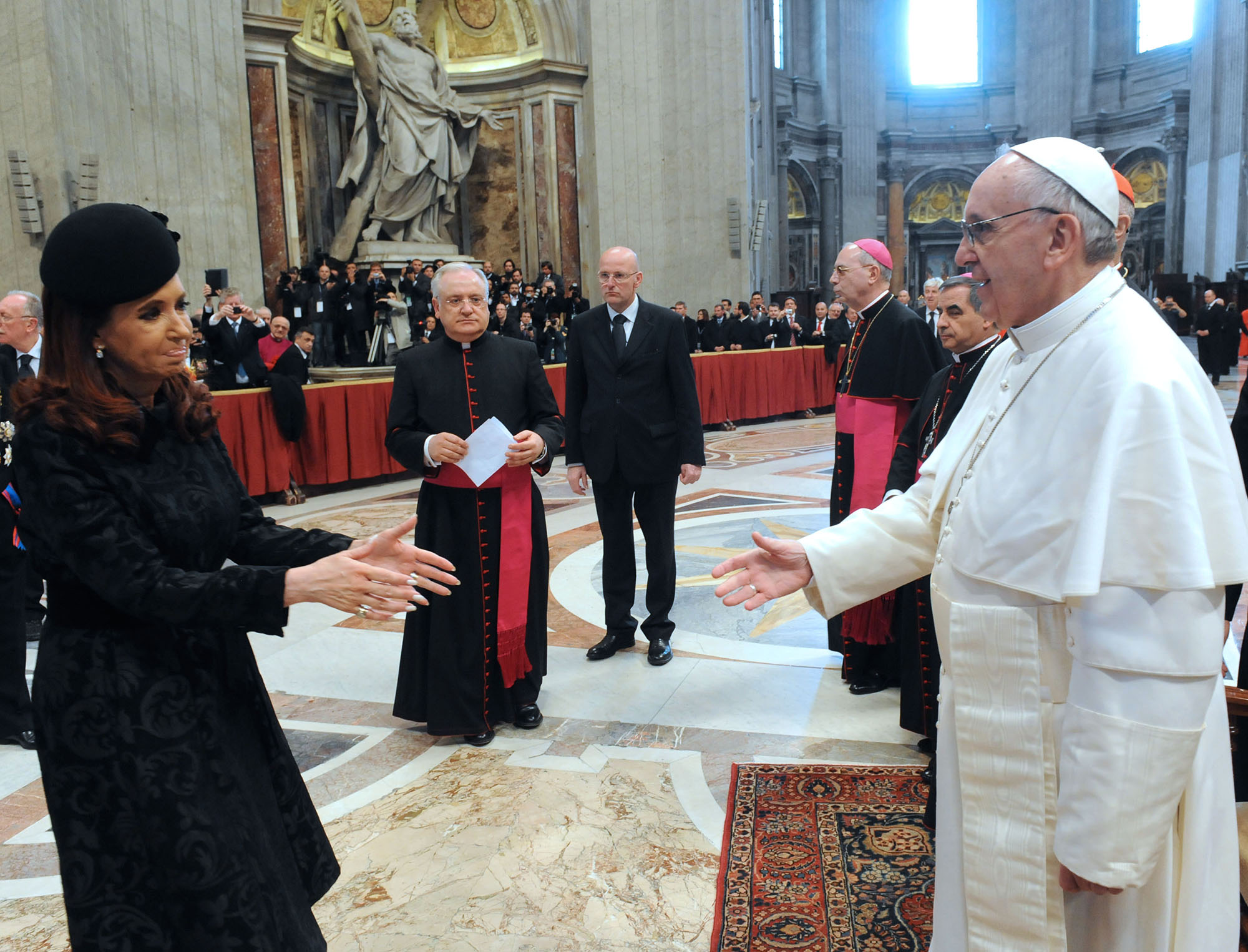
Argentinská prezidentka Cristina Fernandezová de Kirchnerová s papežem Františkem během instalační mše

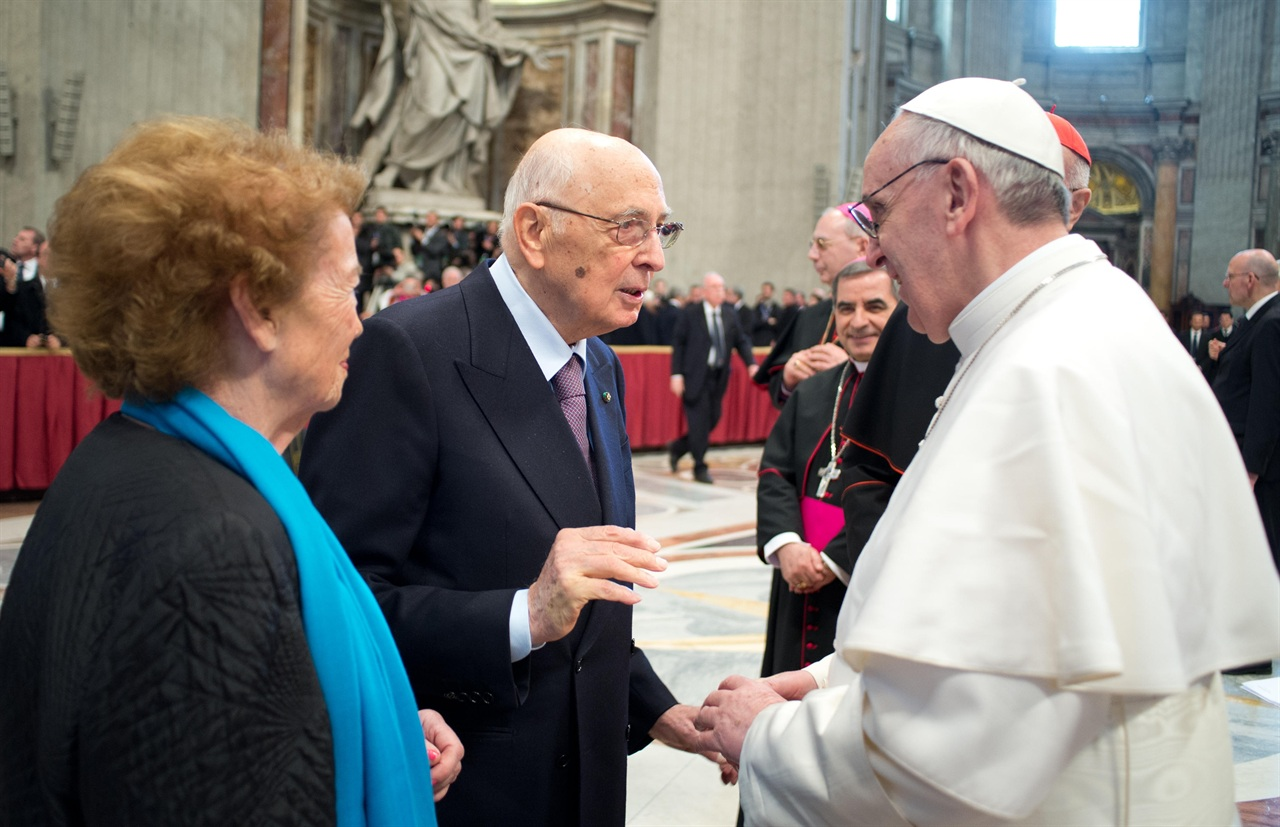
Italský prezident Giorgio Napolitano a jeho manželka Clio vítají papeže Františka

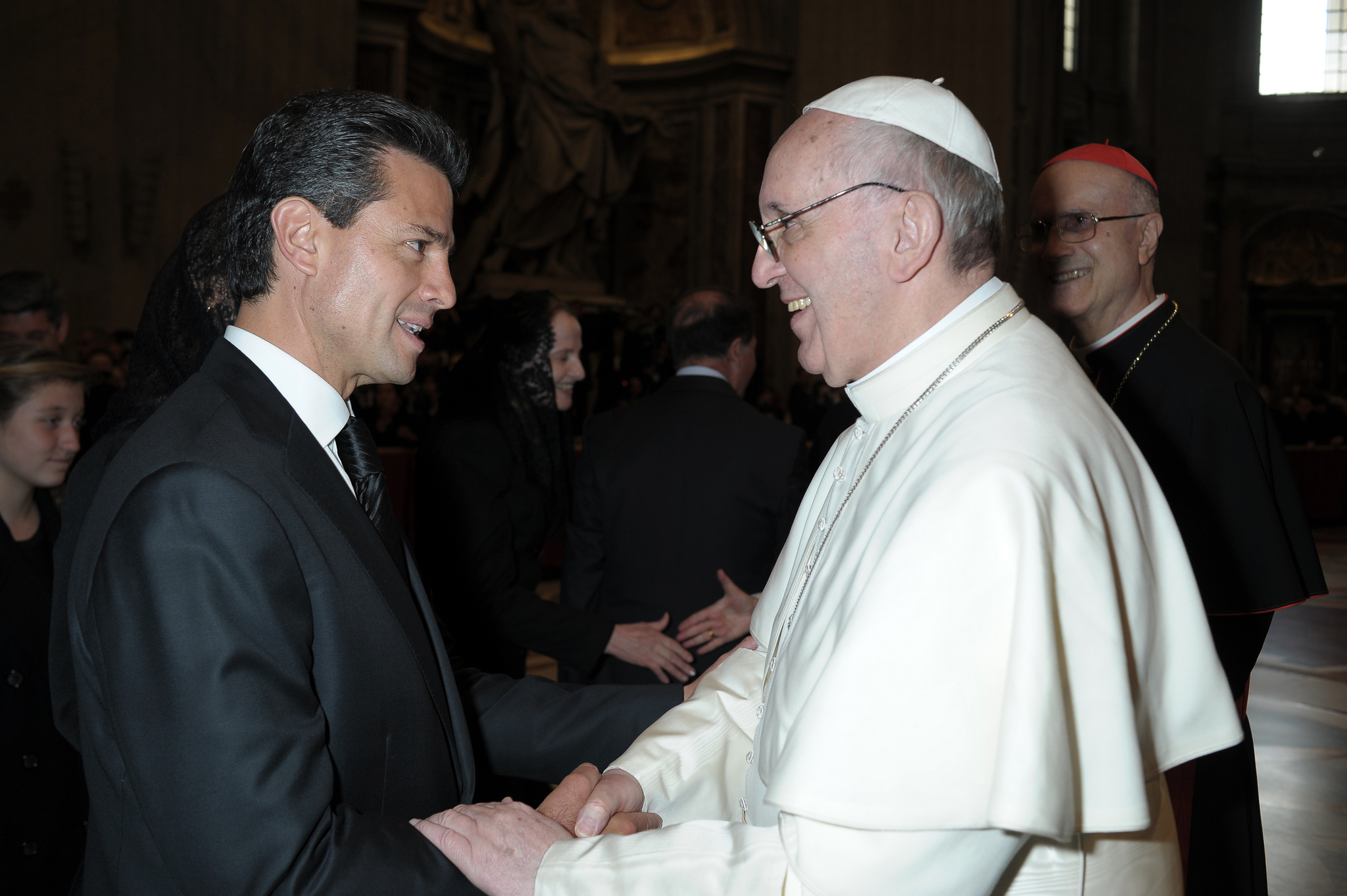
Mexický prezident Peña Nieto při setkání s papežem Františkem na papežské inauguraci

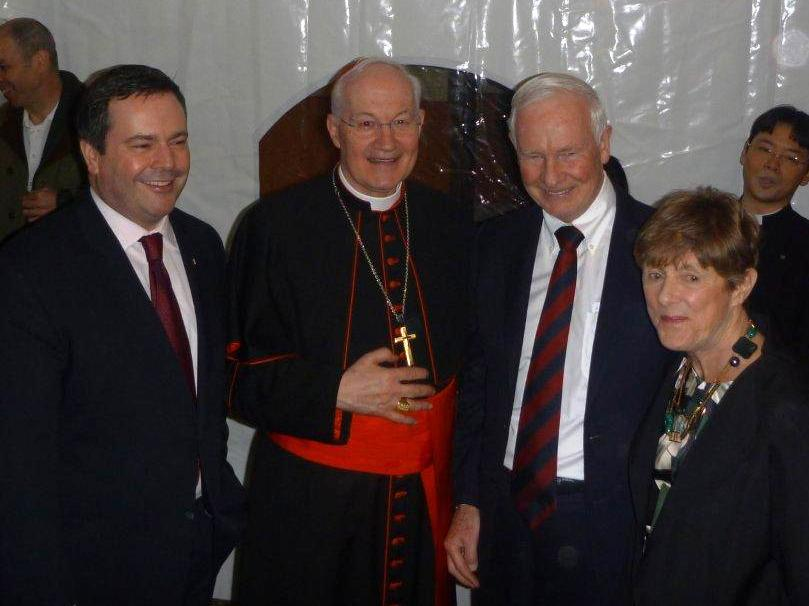
Generální guvernér Kanady David Johnston a jeho žena Sharon s Jasonem Kenneym a Marcem Ouelletem večer předtím

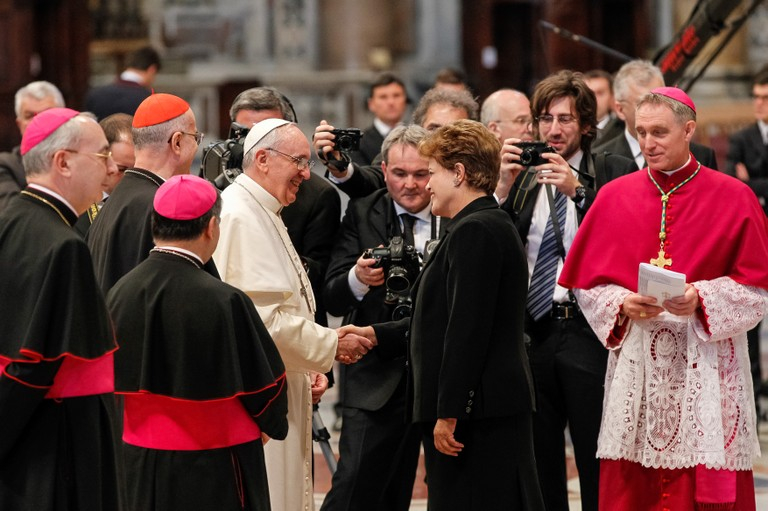
Brazilská prezidentka Dilma Rousseffová zdraví papeže Františka

| Země                         | Vlajka                         | Oficiální delegace |
| ---------------------------- | ------------------------------ | --- |
| Andorra                      | Flag of Andorra                | Spolukníže Joan Enric Vives Sicília, biskup z Urgellu |
| Albánie                      | Flag of Albania                | Předseda vlády Sali Berisha |
| Angola                       | Flag of Aangola                | Viceprezident Manuel Domingos Vicente |
| Arménie                      | Flag of Armenia                | Prezident Serž Sarkisjan |
| Argentina                    | Flag of Argentina              | Prezidentka Cristina Fernández de Kirchner |
| Bahrajn                      | Flag of Bahrain                | Princ Abdullah bin Hamad bin Isa Al Khalifa |
| Bangladéš                    | Flag of Bangladesh             | Ministryně zahraničí Dipu Moni |
| Bělorusko                    | Flag of Belarus                | Anatoli Rubinov, předseda Rady republiky Sergej Alejnik, velvyslanec při Svatém stolci |
| Belgie                       | Flag of Belgium                | Král Albert II. a královna Paola Předseda vlády Elio Di Rupo |
| Bosna a Hercegovina          | Flag of Bosnia and Herzegovina | Předseda vlády Vjekoslav Bevanda Zlatko Lagumdžija, ministr zahraničních věcí Sredoje Nović, ministr pro občanské záležitosti Eugen Šušak, vedoucí kabinetu předsedy vlády |
| Brazílie                     | Flag of Brazil                 | Prezident Dilma Rousseff |
| Bulharsko                    | Flag of Bulgaria               | Prezident Rosen Plevneliev |
| Česko                        | Flag of the Czech Republic     | Karel Schwarzenberg, místopředseda vlády a ministr zahraničních věcí |
| Čínská republika (Tchaj-wan) | Taiwan                         | Prezident Ma Jing-ťiou a první dáma Christine Chow Mei-ching Vanessa Shih, náměstkyně ministra zahraničních věcí |
| Chile                        | Flag of Chile                  | Prezident Sebastian Piñera a první dáma Cecilia Morel |
| Chorvatsko                   | Flag of Croatia                | Prezident Ivo Josipović a první dáma Tatjana Josipović Vesna Pusić, první místopředseda vlády a ministr zahraničních věcí a evropských záležitostí |
| Dominikánská republika       | Flag of Dominican Republic     | Cándida Montilla de Medina, první dáma |
| Ekvádor                      | Ecuador                        | Prezident Rafael Correa |
| Egypt                        | Flag of Egypt                  | Mohamed Saber Ibrahim Arab, ministr kultury |
| Filipíny                     | Philippines                    | Viceprezident Jejomar Binay |
| Francie                      | France                         | Předseda vlády Jean-Marc Ayrault Laurent Fabius, ministr zahraničních věcí a evropských záležitostí |
| Honduras                     |                                | Prezident Porfirio Lobo Sosa |
| Itálie                       | Italy                          | Prezident Giorgio Napolitano a první dáma Clio Maria Bittoni Předseda vlády Mario Monti Pietro Grasso, předseda Senátu Laura Boldrini, předsedkyně Poslanecké sněmovny |
| Indie                        | India                          | P. J. Kurien, místopředseda Rajya Sabha |
| Irsko                        | Flag of Ireland                | Prezident Michael D. Higgins a první dáma Sabina Coyne Michael Noonan, ministr financí |
| Japonsko                     | Flag of Japan                  | Yoshiro Mori, bývalý předseda vlády |
| Jižní Korea                  | Flag of South Korea            | Yoo Jin-ryong, ministr kultury, sportu a cestovního ruchu |
| Kanada                       | Flag of Canada                 | Generální guvernér David Johnston a jeho manželka Sharon Johnstonová Jason Kenney, ministr pro občanství, imigraci a multikulturalismus |
| Kolumbie                     | Flag of Colombia               | María Ángela Holguín, ministryně zahraničních věcí |
| Kosovo                       | Flag of Kosovo                 | Hashim Thaçi, předseda vlády |
| Kostarika                    | Flag of Costa Rica             | Prezidentka Laura Chinchilla |
| Kuba                         | Cuba                           | První viceprezident Miguel Díaz-Canel |
| Kypr                         | Flag of Cyprus                 | Andreas Mavroyiannis, stálý tajemník ministerstva zahraničních věcí |
| Libanon                      | Flag of Lebanon                | Předseda vlády Nagib Miqati |
| Lichtenštejnsko              | Flag of Liechtenstein          | Alois z Lichtenštejna a jeho žena Sophie z Lichtenštejna |
| Litva                        | Flag of Lithuania              | Prezident Dalia Grybauskaitė |
| Lucembursko                  | Flag of Luxembourg             | Jindřich I. Lucemburský a Maria Teresa Lucemburská |
| Maďarsko                     | Flag of Hungary                | Prezident János Áder a první dáma Anita Herczegh Zsolt Semjén, místopředseda vlády György Hölvényi, státní tajemník pro náboženské a etnické otázky a občanskou společnost |
| Malta                        | Malta                          | Prezident George Abela Předseda vlády Joseph Muscat Lawrence Gonzi, vedoucí představitel opozice |
| Mexiko                       | Flag of Mexico                 | Prezident Enrique Peña Nieto a první dáma Angélica Rivera |
| Monako                       | Flag of Monaco                 | Princ Albert II. Monacký a princezna Charlene |
| Německo                      | Germany                        | Norbert Lammert, předseda Spolkového sněmu Winfried Kretschmann, předseda Spolkové rady Kancléřka Angela Merkelová Vicekancléř Philipp Rösler |
| Nigérie                      | Flag of Nigeria                | David Mark, předseda Senátu Stella Oduah-Ogiemwonyi, Ministr letectví Viola Onwuliri, státní tajemník |
| Nikaragua                    | Nicaragua                      | Viceprezident Omar Halleslevens |
| Nizozemsko                   | Flag of the Netherlands        | Vilém-Alexandr Nizozemský a jeho žena Máxima Nizozemská Předseda vlády Mark Rutte |
| Nový Zéland                  | New Zealand                    | Chris Finlayson, ministr vlády |
| Paraguay                     | Flag of Paraguay               | Prezident Federico Franco |
| Peru                         | Flag of Peru                   | Rafael Roncagliolo, ministr zahraničních věcí |
| Polsko                       | Poland                         | Prezident Bronisław Komorowski a první dáma Anna Komorowska Bogdan Borusewicz, mluvčí Senátu Lech Wałęsa, bývalý Prezident Jacek Cichocki, ředitel úřadu předsedy vlády |
| Portugalsko                  | Flag of Portugal               | Prezident Aníbal Cavaco Silva |
| Rakousko                     | Flag of Austria                | Prezident Heinz Fischer a jeho žena Margit Fischer Kancléř Werner Faymann Vicekancléř Michael Spindelegger |
| Rumunsko                     | Flag of Romania                | Prezident Traian Băsescu |
| Rusko                        | Flag of Russia                 | Sergej Naryškin, předseda Státní dumy |
| Salvador                     | Flag of El Salvador            | Hugo Martínez, ministr zahraničních věcí |
| San Marino                   | Flag of San Marino             | Pasquale Valentini, státní tajemník pro zahraniční věci a politiku |
| Seychely                     | Flag of Seychelles             | Jean-Paul Adam, ministr zahraničních věcí |
| Singapur                     | Singapore                      | Grace Fu, ministr v úřadu předsedy vlády |
| Slovensko                    | Slovakia                       | Prezident Ivan Gašparovič |
| Slovinsko                    | Slovenia                       | Prezident Borut Pahor |
| Spojené království           | United Kingdom                 | Prince Richard a Birgitte, vévoda a vévodkyně z Gloucesteru (zastupující královnu Spojeného království a nejvyššího správce anglikánské církve) Baroness Warsi, vysoký státní tajemník pro zahraniční věci a záležitosti Společenství národů a ministr pro víru a komunity Kenneth Clarke, ministr bez portfeje |
| Spojené státy                | United States                  | Viceprezident Joe Biden a jeho sestra Valerie Biden Owens Nancy Pelosi, vůdce menšiny ve Sněmovně reprezentantů Susana Martinez, guvernérka státu Nové Mexiko |
| Srbsko                       | Flag of Serbia                 | Prezident Tomislav Nikolić Ivan Mrkić, Ministr zahraničních věcí |
| Srí Lanka                    | Flag of Sri Lanka              | Neomal Perera, náměstek ministra zahraničních věcí Sarath Kumara Gunaratna, náměstek ministra rybolovu a vodních zdrojů John Amaratunga, poslanec Parlamentu |
| Španělsko                    | Flag of the Spain              | Filip VI. Španělský a jeho žena Letizia Španělská Předseda vlády Mariano Rajoy |
| Švýcarsko                    | Flag of Switzerland            | Didier Burkhalter, federální rada |
| Ukrajina                     | Ukraine                        | Kostyantyn Hryshchenko, místopředseda vlády |
| Venezuela                    | Flag of Venezuela              | Diosdado Cabello, předseda Národního shromáždění |
| Zimbabwe                     | Flag of Zimbabwe               | Prezident Robert Mugabe a první dáma Grace Mugabe |

Proti zastoupení Tchaj-wanu se postavila Čína, která požádala Vatikán o ukončení diplomatických vztahů s tímto státem.

### Ostatní
| Subjekt mezinárodního práva      | Vlajka                                        | Oficiální delegace |
| -------------------------------- | --------------------------------------------- | --- |
| Evropská unie                    | Flag of the European Union                    | Herman Van Rompuy, Předseda Evropské rady José Manuel Barroso, Předseda Evropské komise Martin Schulz, Předseda Evropského parlamentu |
| United Nations                   | Flag of the United Nations                    | José Graziano da Silva, Generální ředitel Organizace pro výživu a zemědělství (FAO)                                                   |
| Suverénní řád Maltézských rytířů | Flag of the Sovereign Military Order of Malta | Princ a velmistr Matthew Festing |

### Náboženští představitelé

#### Křesťanské církve
| Církev                               | Oficiální delegace |
| ------------------------------------ | --- |
| Východní pravoslavné církve          | |
| Konstantinopolská pravoslavná církev | Bartoloměj I., Konstantinopolský ekumenický patriarcha                                                                                 |
| Ruská pravoslavná církev             | Ilarion (Alfejev), Oddělení pro vnější církevní vztahy Moskevského patriarchátu                                                        |
| Srbská pravoslavná církev            | Metropolita Amfilohije (Radović), Metropolitní oblast Černá Hora a Přímoří a správce eparchie Buenos Aires (a Střední a Jižní Ameriky) |
| Pravoslavná církev v Americe         | Metropolita Tikhon, Metropolita celé Ameriky a Kanady                                                                                  |
| Černohorská pravoslavná církev       | Arcibiskup Mihailo, Arcibiskup Cetinje a Černé Hory                                                                                    |
| Anglikánské a starokatolická církev  | |
| Anglikánská církev                   | John Sentamu, Arcibiskup z Yorku, primas Anglie                                                                                        |
| Episkopální církev                   | Pierre Whalon, biskup pověřený vedením Konvokace biskupských církví v Evropě                                                           |
| Utrechtská unie (starokatolická)     | Joris Vercammen, Arcibiskup utrechtský                                                                                                 |
| Východní pravoslaví                  | |
| Arménská apoštolská církev           | Garegin II., Katolikos všech Arménů |

Konstantinopolský ekumenický patriarcha se od velkého schizmatu v roce 1054 nezúčastnil žádné papežské inaugurace. Pravoslavní představitelé uvedli, že rozhodnutí konstantinopolského patriarchy Bartoloměje I. zúčastnit se inaugurace ukazuje, že považuje vztahy mezi pravoslavnou a katolickou církví za prioritu. Poznamenali také, že Františkova „dobře zdokumentovaná práce pro sociální spravedlnost a jeho naléhání na to, že globalizace škodí chudým“, možná vytvořily „obnovenou příležitost“ pro obě církevní společenství, aby „společně pracovala na otázkách společného zájmu“.

#### Ostatní náboženství
| Těleso                                 | Oficiální delegace                                                                        |
| -------------------------------------- | ----------------------------------------------------------------------------------------- |
| Buddhismus                             |                                                                                           |
| Risshō Kōsei Kai                       | Nichiko Niwano, Prezident                                                                 |
| Džinismus                              |                                                                                           |
| Institut džinologie                    | Harshadray N Sanghrajka, Zástupce předsedy a ředitel                                      |
| Judaismus                              |                                                                                           |
| Italská židovská komunita              | Riccardo di Segni, Velký římský rabín Riccardo Pacifici, Předseda římské židovské obce    |
| Vrchní rabinát Izraele                 | Oded Wiener, Generální ředitel                                                            |
| Islám                                  |                                                                                           |
| Islámské společenství Srbska           | Muhamed Jusufspahić, Muftí Srbska a místopředseda Rijasetu Islámského společenství Srbska |
| Islámské společenství Latinské Ameriky | Mohamed Youssef Hajar, Generální tajemník Islámské organizace Latinské Ameriky            |